# Saint-Fargeau
Saint-Fargeau – miejscowość i gmina we Francji, w regionie Burgundia-Franche-Comté, w departamencie Yonne. Nazwa miejscowości pochodzi od imienia św. Fereola. Głównym zabytkiem gminy jest renesansowy zamek.
Według danych na rok 1990 gminę zamieszkiwały 1884 osoby, a gęstość zaludnienia wynosiła 24 osoby/km² (wśród 2044 gmin Burgundii Saint-Fargeau plasuje się na 106. miejscu pod względem liczby ludności, natomiast pod względem powierzchni na miejscu 2.).